# Chiangmaiana
Chiangmaiana is een geslacht van vlinders uit de familie van de houtboorders (Cossidae). De wetenschappelijke naam van dit geslacht is voor het eerst voorgesteld door Muhabbet Kemal en Ahmet Ömer Koçak in een publicatie uit 2006.

## Synoniemen
- Nirvana Yakovlev, 2004 - non Nirvana Kirkaldy, 1900 (Cicadellidae)
- Nirrvanna Yakovlev, 2007

## Soorten
- Chiangmaiana buddhi (Yakovlev, 2004) - typesoort
- Chiangmaiana qinlingensis (Hua, Chou, Fang & Chen, 1990)